# 胡俊 (足球运动员)
胡俊（1985年1月24日—），中国足球运动员，司职中场，現時效力香港甲組足球聯賽屯門。